# Мам
Мам (Мом; англ. Maum [mɑːm]; ирл. An Mám, «перевал») — деревня в Ирландии, находится в графстве Голуэй (провинция Коннахт).